# 变换编码
變換編碼或稱轉換編碼，係指欲編碼之數值經過一數學轉換後映射至另一值域後再進行編碼處理。常用于音频信号编码和图像/视频信号编码。变换编码经常与量化一起使用，进行有损数据压缩。
一个很早的例子是彩色电视机。由于人眼对亮度的敏感性远远大于对色度的敏感性，所以将最初的基于RGB颜色空间的色彩转换到YCbCr空间，并利用较低的分辨率来表示色差（Cb和Cr）信号（也属于某种量化）。这使得彩色电视机可以使用与黑白电视机相同的约6M的带宽来传送，而人眼感觉不到太大差别。实际上一般的彩色电视机的亮度分辨率约为350扫描线，而Cb信号约为50线（等效值），Cr信号约为150线（等效值）。复杂的人眼系统能够在这样的基础上重建完整的彩色图像。
在视频和音频信号数字化后，变换编码就更常用了。从最常见的JPEG静止图像压缩标准到MPEG等运动图像压缩标准，都使用了变换编码。最常用的变换是离散余弦变换，其次还有小波变换、Hadamard变换等等。离散余弦变换在性能上接近K-L变换（Karhunen-Loève变换），能够很好的实现能量集中，广泛的应用于几乎所有的视频压缩标准中。
另外，也可以说从模拟信号抽样得到数字信号的过程也是一种变换编码。
常使用的數學轉換有傅立葉變換、离散余弦变换、小波变换等。